# Noriaki
Noriaki ist ein japanischer Vorname. Er bedeutet aus dem Japanischen übersetzt etwa leuchtendes Gesetz oder leuchtende  Zeremonie (von japanisch nori (憲) für Gesetz) / nori (典) für Regel, Zeremonie und aki (明) für hell, leuchtend. 

## Namensträger
- Noriaki Kasai (* 1972), japanischer Skispringer
- Noriaki Kubo (* 1977), japanischer Manga-Zeichner, siehe Tite Kubo
- Noriaki Sugiyama (* 1976), japanischer Synchronsprecher
- Noriaki Tsuchimoto (1928–2008), japanischer Filmregisseur, Drehbuchautor und Filmproduzent